# Plumbr
Plumbrとは、2011年後期に設立されたエストニアのソフトウェア開発企業でJava仮想マシン(JVM)上で動作するソフトウェアに対応したパフォーマンス監視ソリューションを開発しているが、アプリケーションパフォーマンスデータの解釈でJavaのパフォーマンス問題の根本原因を自動的に検出するソリューションのみを開発している。

## 製品
顧客が開発しているJVMアプリケーションにおいてメモリリーク、ガベージコレクションの停止、ロックスレッドを監視している。Plumbrの問題検知アルゴリズムはJVMの1000もあるパフォーマンスデータの解析をベースにしている。
また、Plumbrはエージェントとポータルで構成されていて、Plumbrエージェントに添付され、メモリとガベージコレクション情報をPlumbrポータルに送信している。Plumbrポータルではヒープやpermgenのメモリ使用状況、ガベージコレクションの停止やロック時間の情報を見ることができる。サードパーティーにデータを送信できないクライアントは自主管理ポータルを注文できて、家庭内フルソリューションを持つことができる。
著名な顧客にはNASA、NATO、Dell、HBO、Experian、EMC Corporationがいる。